# Senaat (Nigeria)
De Senaat (Engels: Senate) is het hogerhuis van de Nationale Vergadering van Nigeria (parlement) en telt 109 leden die voor een termijn van vier jaar worden gekozen. Iedere staat van Nigeria vaardigt drie senatoren af; het hoofdstedelijk district, Federal Capital Territory, een senator.
Bij de verkiezingen van 2019 bleef het All Progressives Congress (APC), de regeringspartij, de grootste met 64 zetels (+4). De oppositie wordt gevormd door de People's Democratic Party (PDP) met 43 zetels en de Young Progressives Party met 1 zetel.
Voorzitter van de Senaat is Ahmed Ibrahim Lawan (APC) die deze positie sinds 2019 bekleedt. De voorzitter van de Senaat is na de president en vicepresident van Nigeria de machtigste persoon van het land. Mochten het staatshoofd en diens plaatsvervanger worden verhinderd om hun ambt uit te oefenen, dan zal de voorzitter van de Senaat deze functie (tijdelijk) op zich nemen.
De naam van het lagerhuis van het parlement is het Huis van Afgevaardigden (House of Representatives).

## Zetelverdeling

Zetelverdeling na de verkiezingen van 2019

## Lijst van voorzitters(Presidents)
| Naam             | Termijn      | Partij |
| ---------------- | ------------ | ------ |
| Nnamdi Azikiwe   | 1960         | NCNC   |
| Dennis Osadebay  | 1960–1963    | NCNC   |
| Nwafor Orizu     | 1963–1966    | NCNC   |
| Joseph Wayas     | 1979–1983    | NPN    |
| Iyorchia Ayu     | 1992–1993    | SDP    |
| Ameh Ebute       | 1993         | SDP    |
| Evan Enwerem     | 1999         | PDP    |
| Chuba Okadigbo   | 1999–2000    | PDP    |
| Anyim Pius Anyim | 2000–2003    | PDP    |
| Adolphus Wabara  | 2003–2005    | PDP    |
| Ken Nnamani      | 2005–2007    | PDP    |
| David Mark       | 2007–2015    | PDP    |
| Bukola Saraki    | 2015–2019    | APC    |
| Ahmed Lawan      | 2019 – heden | APC    |

## Afbeeldingen

Zegel van de Senaat van Nigeria.
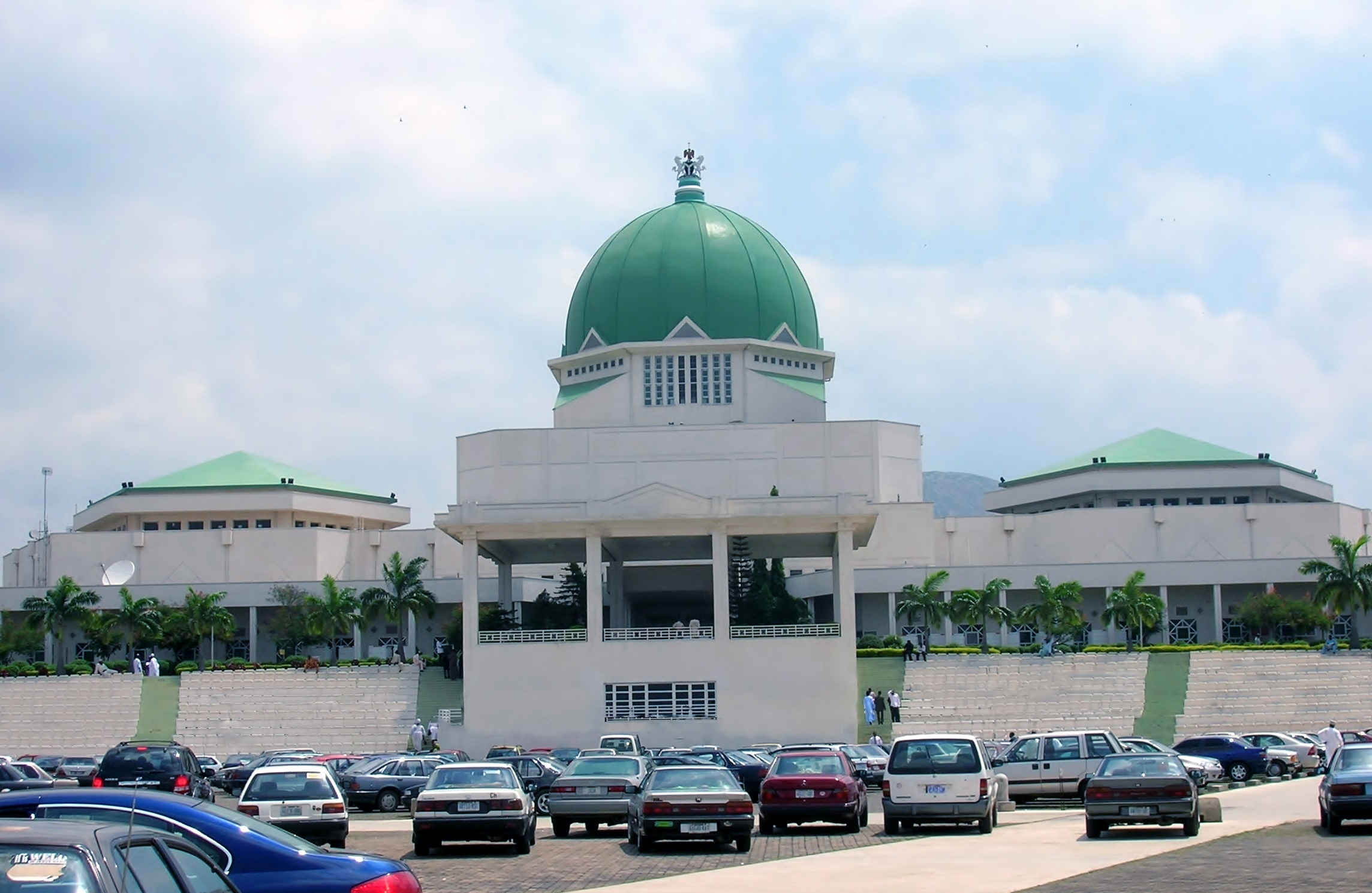
Het gebouw waarin de Senaat zetelt in de hoofdstad Abuja.
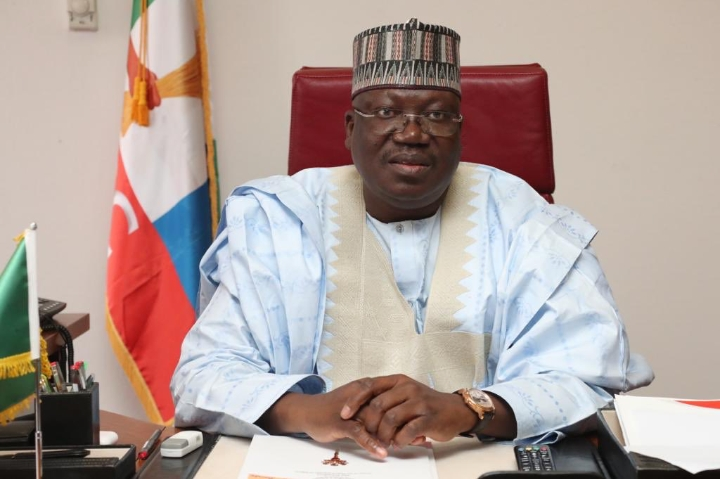
Voorzitter (President) van de Senaat, Ahmed Ibrahim Lawan.